# Danijel Maksimović
Danijel Maksimović (5 maggio, 1988 ...) è un giocatore di football americano serbo, che ha giocato nel ruolo di linebacker per i Warsaw Mets.